# Puchar Świata w biathlonie 1992/1993
Puchar Świata w biathlonie 1992/1993 to 16. sezon w historii tej dyscypliny sportu. Pierwsze zawody odbyły się 17 grudnia 1992 r. w słoweńskiej Pokljuce, zaś sezon zakończył się 21 marca 1993 w fińskim Kontiolahti. Najważniejszą imprezą sezonu były mistrzostwa świata w Borowcu.
Klasyfikację generalną pań wygrała reprezentantka Rosjanka Anfisa Riezcowa. Druga w klasyfikacji była Kanadyjka Myriam Bédard, a trzecie miejsce zajęła Francuzka Anne Briand. Riezcowa wygrała też klasyfikacje sprintu i biegu indywidualnego. W Pucharze Narodów triumfowały Francuzki.
Wśród panów triumf odniósł Szwed Mikael Löfgren, który wyprzedził dwóch Włochów: Andreasa Zingerle i Wilfrieda Pallhubera. Löfgren był też najlepszy w klasyfikacji biegu indywidualnego, a klasyfikację sprintu wygrał Niemiec Sven Fischer. W Pucharze Narodów triumfowali Niemcy.

## Kalendarz
- Pokljuka – 17 – 20 grudnia 1992
- Oberhof – 15 – 17 stycznia 1993
- Anterselva – 21 – 24 stycznia 1993
- Borowec – 9 – 14 lutego 1993 (MŚ)
- Lillehammer – 4 – 7 marca 1993
- Östersund – 11 – 14 marca 1993
- Kontiolahti – 18 – 21 marca 1993

## Mężczyźni

### Wyniki
| 1. Pokljuka, 17.12.1992 – 20.12.1992 | 1. Pokljuka, 17.12.1992 – 20.12.1992 | 1. Pokljuka, 17.12.1992 – 20.12.1992                                        | 1. Pokljuka, 17.12.1992 – 20.12.1992                                                  | 1. Pokljuka, 17.12.1992 – 20.12.1992                                         |
| Data                                 | Konkurencja                          | miejsce                                                                     | miejsce                                                                               | miejsce                                                                      |
| ------------------------------------ | ------------------------------------ | --------------------------------------------------------------------------- | ------------------------------------------------------------------------------------- | ---------------------------------------------------------------------------- |
| 17 grudnia 1992                      | Bieg indywidualny (20 km)            | Patrice Bailly-Salins                                                       | Mark Kirchner                                                                         | Jens Steinigen                                                               |
| 19 grudnia 1992                      | Sprint (10 km)                       | Mark Kirchner                                                               | Jon Åge Tyldum                                                                        | Oleg Ryżenkow                                                                |
| 20 grudnia 1992                      | Sztafeta (4 × 7,5 km)                | Austria Bruno Hofstätter · Ludwig Gredler · Wolfgang Perner · Franz Schuler | Rosja Walerij Miedwiedcew · Walerij Kirijenko · Aleksiej Kobielew · Siergiej Czepikow | Norwegia Eirik Kvalfoss · Jon Åge Tyldum · Jo Severin Matberg · Frode Løberg |

| 2. Oberhof, 15.1.1993 – 17.1.1993 | 2. Oberhof, 15.1.1993 – 17.1.1993 | 2. Oberhof, 15.1.1993 – 17.1.1993                                                   | 2. Oberhof, 15.1.1993 – 17.1.1993                                                  | 2. Oberhof, 15.1.1993 – 17.1.1993                             |
| Data                              | Konkurencja                       | miejsce                                                                             | miejsce                                                                            | miejsce                                                       |
| --------------------------------- | --------------------------------- | ----------------------------------------------------------------------------------- | ---------------------------------------------------------------------------------- | ------------------------------------------------------------- |
| 15 stycznia 1993                  | Bieg indywidualny (20 km)         | Andreas Zingerle                                                                    | Walerij Miedwiedcew                                                                | Alfred Eder                                                   |
| 16 stycznia 1993                  | Sprint (10 km)                    | Johann Passler                                                                      | Ulf Johansson                                                                      | Gilles Marguet                                                |
| 17 stycznia 1993                  | Sztafeta (4 × 7,5 km)             | Włochy Andreas Zingerle · Johann Passler · Pieralberto Carrara · Wilfried Pallhuber | Rosja Siergiej Czepikow · Siergiej Tarasow · Aleksiej Kobielew · Walerij Kirijenko | Niemcy Ricco Groß · Frank Luck · Mark Kirchner · Sven Fischer |

| 3. Anterselva, 21.1.1993 – 24.1.1993 | 3. Anterselva, 21.1.1993 – 24.1.1993 | 3. Anterselva, 21.1.1993 – 24.1.1993                                   | 3. Anterselva, 21.1.1993 – 24.1.1993                                    | 3. Anterselva, 21.1.1993 – 24.1.1993                            |
| Data                                 | Konkurencja                          | miejsce                                                                | miejsce                                                                 | miejsce                                                         |
| ------------------------------------ | ------------------------------------ | ---------------------------------------------------------------------- | ----------------------------------------------------------------------- | --------------------------------------------------------------- |
| 21 stycznia 1993                     | Bieg indywidualny (20 km)            | Ulf Johansson                                                          | Fredrik Kuoppa                                                          | Elmar Mutschlechner                                             |
| 23 stycznia 1993                     | Sprint (10 km)                       | Pieralberto Carrara                                                    | Mikael Löfgren                                                          | Ricco Groß                                                      |
| 24 stycznia 1993                     | Sztafeta (4 × 7,5 km)                | Szwecja Ulf Johansson · Tord Wiksten · Leif Andersson · Mikael Löfgren | Norwegia Eirik Kvalfoss · Jon Åge Tyldum · Ivar Ulekleiv · Frode Løberg | Niemcy Ricco Groß · Frank Luck · Mark Kirchner · Jens Steinigen |

| Mistrzostwa świata Borowec, 9.2.1993 - 14.2.1993 | Mistrzostwa świata Borowec, 9.2.1993 - 14.2.1993 | Mistrzostwa świata Borowec, 9.2.1993 - 14.2.1993                                    | Mistrzostwa świata Borowec, 9.2.1993 - 14.2.1993                                     | Mistrzostwa świata Borowec, 9.2.1993 - 14.2.1993                          |
| Data                                             | Konkurencja                                      | miejsce                                                                             | miejsce                                                                              | miejsce                                                                   |
| ------------------------------------------------ | ------------------------------------------------ | ----------------------------------------------------------------------------------- | ------------------------------------------------------------------------------------ | ------------------------------------------------------------------------- |
| 9 lutego 1993                                    | Drużynowo (20 km)                                | Niemcy Fritz Fischer · Frank Luck · Steffen Hoos · Sven Fischer                     | Rosja Aleksiej Kobielew · Walerij Kirijenko · Siergiej Łożkin · Siergiej Czepikow    | Francja Gilles Marguet · Thierry Dusserre · Xavier Blond · Lionel Laurent |
| 11 lutego 1993                                   | Bieg indywidualny (20 km)                        | Andreas Zingerle                                                                    | Siergiej Tarasow                                                                     | Siergiej Czepikow                                                         |
| 13 lutego 1993                                   | Sprint (10 km)                                   | Mark Kirchner                                                                       | Jon Åge Tyldum                                                                       | Siergiej Tarasow                                                          |
| 14 lutego 1993                                   | Sztafeta (4 × 7,5 km)                            | Włochy Wilfried Pallhuber · Johann Passler · Pieralberto Carrara · Andreas Zingerle | Rosja Walerij Miedwiedcew · Walerij Kirijenko · Siergiej Tarasow · Siergiej Czepikow | Niemcy Sven Fischer · Frank Luck · Mark Kirchner · Jens Steinigen         |

| 5. Lillehammer, 3.3.1993 – 7.3.1993 | 5. Lillehammer, 3.3.1993 – 7.3.1993 | 5. Lillehammer, 3.3.1993 – 7.3.1993                                          | 5. Lillehammer, 3.3.1993 – 7.3.1993                           | 5. Lillehammer, 3.3.1993 – 7.3.1993                                               |
| Data                                | Konkurencja                         | miejsce                                                                      | miejsce                                                       | miejsce                                                                           |
| ----------------------------------- | ----------------------------------- | ---------------------------------------------------------------------------- | ------------------------------------------------------------- | --------------------------------------------------------------------------------- |
| 3 marca 1993                        | Bieg indywidualny (20 km)           | Wilfried Pallhuber                                                           | Ricco Groß                                                    | Andreas Zingerle                                                                  |
| 6 marca 1993                        | Sprint (10 km)                      | Frank Luck                                                                   | Sven Fischer                                                  | Ludwig Gredler                                                                    |
| 7 marca 1993                        | Sztafeta (4 × 7,5 km)               | Szwecja Mikael Löfgren · Anders Mannelqvist · Fredrik Kuoppa · Ulf Johansson | Niemcy Ricco Groß · Frank Luck · Mark Kirchner · Sven Fischer | Francja Lionel Laurent · Patrice Bailly-Salins · Thierry Dusserre · Hervé Flandin |

| 5. Östersund, 11.3.1993 – 14.3.1993 | 5. Östersund, 11.3.1993 – 14.3.1993 | 5. Östersund, 11.3.1993 – 14.3.1993                               | 5. Östersund, 11.3.1993 – 14.3.1993                                           | 5. Östersund, 11.3.1993 – 14.3.1993                                               |
| Data                                | Konkurencja                         | miejsce                                                           | miejsce                                                                       | miejsce                                                                           |
| ----------------------------------- | ----------------------------------- | ----------------------------------------------------------------- | ----------------------------------------------------------------------------- | --------------------------------------------------------------------------------- |
| 11 marca 1993                       | Bieg indywidualny (20 km)           | Mark Kirchner                                                     | Mikael Löfgren                                                                | Jaakko Niemi                                                                      |
| 13 marca 1993                       | Sprint (10 km)                      | Jon Åge Tyldum                                                    | Aleksandr Popow                                                               | Sven Fischer                                                                      |
| 14 marca 1993                       | Sztafeta (4 × 7,5 km)               | Niemcy Ricco Groß · Jens Steinigen · Mark Kirchner · Sven Fischer | Białoruś Wiktor Majgurow · Igor Chochriakow · Oleg Ryżenkow · Aleksandr Popow | Włochy Hubert Leitgeb · Wilfried Pallhuber · Edmund Zitturi · Elmar Mutschlechner |

| 6. Kontiolahti, 18.3.1993 – 21.3.1993 | 6. Kontiolahti, 18.3.1993 – 21.3.1993 | 6. Kontiolahti, 18.3.1993 – 21.3.1993                                                 | 6. Kontiolahti, 18.3.1993 – 21.3.1993                          | 6. Kontiolahti, 18.3.1993 – 21.3.1993                                             |
| Data                                  | Konkurencja                           | miejsce                                                                               | miejsce                                                        | miejsce                                                                           |
| ------------------------------------- | ------------------------------------- | ------------------------------------------------------------------------------------- | -------------------------------------------------------------- | --------------------------------------------------------------------------------- |
| 18 marca 1993                         | Bieg indywidualny (20 km)             | Ludwig Gredler                                                                        | Patrice Bailly-Salins                                          | Johann Passler                                                                    |
| 21 marca 1993                         | Sprint (10 km)                        | Sven Fischer                                                                          | Patrice Bailly-Salins                                          | Jens Steinigen                                                                    |
| 21 marca 1993                         | Sztafeta (4 × 7,5 km)                 | Rosja Walerij Miedwiedcew · Walerij Kirijenko · Aleksiej Kobielew · Siergiej Czepikow | Niemcy Jens Steinigen · Ricco Groß · Sven Fischer · Frank Luck | Francja Gilles Marguet · Patrice Bailly-Salins · Christian Dumont · Hervé Flandin |

### Klasyfikacje
| Miejsce | Zawodnik              | Punkty |
| ------- | --------------------- | ------ |
| 1.      | Mikael Löfgren        | 168    |
| 2.      | Mark Kirchner         | 151    |
| 3.      | Pieralberto Carrara   | 147    |
| 4.      | Patrice Bailly-Salins | 146    |
| 5.      | Johann Passler        | 138    |
| 6.      | Sven Fischer          | 135    |
| 7.      | Ludwig Gredler        | 133    |
| 8.      | Jens Steinigen        | 132    |
| 9.      | Jon Åge Tyldum        | ?      |
| 10.     | Ricco Groß            | ?      |

| Miejsce | Zawodnik            | Punkty |
| ------- | ------------------- | ------ |
| 11.     | Siergiej Czepikow   | ?      |
| 12.     | Ulf Johansson       | 120    |
| 13.     | Frank Luck          | 112    |
| 14.     | Elmar Mutschlechner | 112    |
| 15.     | Andreas Zingerle    | 105    |
| 16.     | Walerij Miedwiedcew | 105    |
| 17.     | Wilfried Pallhuber  | 90     |
| 18.     | Aleksiej Kobielew   | 85     |
| 19.     | Sylfest Glimsdal    | 75     |
| 20.     | Edmund Zitturi      | 69     |

| Miejsce | Zawodnik              | Punkty |
| ------- | --------------------- | ------ |
| 1.      | Mikael Löfgren        | 85     |
| 2.      | Andreas Zingerle      | 76     |
| 3.      | Wilfried Pallhuber    | 75     |
| 4.      | Johann Passler        | 70     |
| 5.      | Siergiej Czepikow     | 70     |
| 6.      | Patrice Bailly-Salins | 69     |
| 7.      | Pieralberto Carrara   | 67     |
| 8.      | Mark Kirchner         | 63     |
| 9.      | Elmar Mutschlechner   | 61     |
| 10.     | Jens Steinigen        | 56     |

| Miejsce | Zawodnik              | Punkty |
| ------- | --------------------- | ------ |
| 1.      | Sven Fischer          | 101    |
| 2.      | Mark Kirchner         | 88     |
| 3.      | Ludwig Gredler        | 86     |
| 4.      | Mikael Löfgren        | 83     |
| 5.      | Pieralberto Carrara   | 80     |
| 6.      | Patrice Bailly-Salins | 77     |
| 7.      | Jens Steinigen        | 76     |
| 8.      | Ricco Groß            | 73     |
| 9.      | Ulf Johansson         | 72     |
| 10.     | Jon Åge Tyldum        | 70     |

| Miejsce | Reprezentacja | Punkty |
| ------- | ------------- | ------ |
| 1.      | Niemcy        | ?      |
| 2.      | Włochy        | ?      |
| 3.      | Rosja         | ?      |
| 4.      |               |        |
| 5.      |               |        |
| 6.      |               |        |
| 7.      |               |        |
| 8.      |               |        |
| 9.      |               |        |
| 10.     |               |        |

## Kobiety

### Wyniki
| 1. Pokljuka, 17.12.1992 – 20.12.1992 | 1. Pokljuka, 17.12.1992 – 20.12.1992 | 1. Pokljuka, 17.12.1992 – 20.12.1992                             | 1. Pokljuka, 17.12.1992 – 20.12.1992                                        | 1. Pokljuka, 17.12.1992 – 20.12.1992                                   |
| Data                                 | Konkurencja                          | miejsce                                                          | miejsce                                                                     | miejsce                                                                |
| ------------------------------------ | ------------------------------------ | ---------------------------------------------------------------- | --------------------------------------------------------------------------- | ---------------------------------------------------------------------- |
| 17 grudnia 1992                      | Bieg indywidualny (15 km)            | Anne Briand                                                      | Eva Háková                                                                  | Corinne Niogret                                                        |
| 19 grudnia 1992                      | Sprint (7,5 km)                      | Petra Schaaf                                                     | Swietłana Paramygina                                                        | Anne Briand                                                            |
| 20 grudnia 1992                      | Sztafeta (4 × 7,5 km)                | Niemcy Uschi Disl · Antje Harvey · Inga Schneider · Petra Schaaf | Francja Corinne Niogret · Véronique Claudel · Delphyne Burlet · Anne Briand | Czechy Gabriela Suvová · Eva Háková · Jana Kulhavá · Jiřina Adamičková |

| 2. Val Ridanna, 15.1.1993 – 17.1.1993 | 2. Val Ridanna, 15.1.1993 – 17.1.1993 | 2. Val Ridanna, 15.1.1993 – 17.1.1993                                         | 2. Val Ridanna, 15.1.1993 – 17.1.1993                                       | 2. Val Ridanna, 15.1.1993 – 17.1.1993                                    |
| Data                                  | Konkurencja                           | miejsce                                                                       | miejsce                                                                     | miejsce                                                                  |
| ------------------------------------- | ------------------------------------- | ----------------------------------------------------------------------------- | --------------------------------------------------------------------------- | ------------------------------------------------------------------------ |
| 15 stycznia 1993                      | Bieg indywidualny (15 km)             | Anfisa Riezcowa                                                               | Corinne Niogret                                                             | Eva Háková                                                               |
| 16 stycznia 1993                      | Sprint (7,5 km)                       | Anfisa Riezcowa                                                               | Uschi Disl                                                                  | Anne Briand                                                              |
| 17 stycznia 1993                      | Sztafeta (4 × 7,5 km)                 | Rosja Olga Simuszyna · Swietłana Paniutina · Jelena Biełowa · Anfisa Riezcowa | Francja Corinne Niogret · Véronique Claudel · Delphyne Burlet · Anne Briand | Czechy Jana Kulhavá · Petra Nosková · Iveta Knížková · Helena Garabíková |

| 3. Anterselva, 21.1.1993 – 24.1.1993 | 3. Anterselva, 21.1.1993 – 24.1.1993 | 3. Anterselva, 21.1.1993 – 24.1.1993                               | 3. Anterselva, 21.1.1993 – 24.1.1993                                          | 3. Anterselva, 21.1.1993 – 24.1.1993                                  |
| Data                                 | Konkurencja                          | miejsce                                                            | miejsce                                                                       | miejsce                                                               |
| ------------------------------------ | ------------------------------------ | ------------------------------------------------------------------ | ----------------------------------------------------------------------------- | --------------------------------------------------------------------- |
| 21 stycznia 1993                     | Bieg indywidualny (15 km)            | Iwa Szkodrewa                                                      | Myriam Bédard                                                                 | Nathalie Santer                                                       |
| 23 stycznia 1993                     | Sprint (7,5 km)                      | Antje Misersky                                                     | Nadija Biełowa                                                                | Anfisa Riezcowa                                                       |
| 24 stycznia 1993                     | Sztafeta (4 × 7,5 km)                | Niemcy Uschi Disl · Antje Misersky · Sylke Hummanik · Petra Schaaf | Rosja Olga Simuszyna · Swietłana Paniutina · Jelena Biełowa · Anfisa Riezcowa | Czechy Jana Kulhavá · Jiřina Adamičková · Iveta Knížková · Eva Háková |

| Mistrzostwa świata Borowec, 9.2.1993 - 14.2.1993 | Mistrzostwa świata Borowec, 9.2.1993 - 14.2.1993 | Mistrzostwa świata Borowec, 9.2.1993 - 14.2.1993                            | Mistrzostwa świata Borowec, 9.2.1993 - 14.2.1993                                            | Mistrzostwa świata Borowec, 9.2.1993 - 14.2.1993                                |
| Data                                             | Konkurencja                                      | miejsce                                                                     | miejsce                                                                                     | miejsce                                                                         |
| ------------------------------------------------ | ------------------------------------------------ | --------------------------------------------------------------------------- | ------------------------------------------------------------------------------------------- | ------------------------------------------------------------------------------- |
| 9 lutego 1993                                    | Drużynowy (7,5 km)                               | Francja Nathalie Beausire · Delphyne Burlet · Anne Briand · Corinne Niogret | Białoruś Natalja Piermiakowa · Natalja Baszynska · Natalja Ryżenkowa · Swietłana Paramygina | Polska Zofia Kiełpińska · Krystyna Liberda · Anna Stera · Helena Mikołajczyk    |
| 11 lutego 1993                                   | Bieg indywidualny (15 km)                        | Petra Schaaf                                                                | Myriam Bédard                                                                               | Swietłana Paramygina                                                            |
| 13 lutego 1993                                   | Sprint (7,5 km)                                  | Myriam Bédard                                                               | Nadieżda Tałanowa                                                                           | Jelena Biełowa                                                                  |
| 14 lutego 1993                                   | Sztafeta (4 × 7,5 km)                            | Czechy Jana Kulhavá · Jiřina Adamičková · Iveta Knížková · Eva Háková       | Francja Corinne Niogret · Véronique Claudel · Delphyne Burlet · Anne Briand                 | Rosja Swietłana Paniutina · Nadieżda Tałanowa · Olga Simuszyna · Jelena Biełowa |

| 5. Lillehammer, 4.3.1993 – 7.3.1993 | 5. Lillehammer, 4.3.1993 – 7.3.1993 | 5. Lillehammer, 4.3.1993 – 7.3.1993                                         | 5. Lillehammer, 4.3.1993 – 7.3.1993                                      | 5. Lillehammer, 4.3.1993 – 7.3.1993                                                    |
| Data                                | Konkurencja                         | miejsce                                                                     | miejsce                                                                  | miejsce                                                                                |
| ----------------------------------- | ----------------------------------- | --------------------------------------------------------------------------- | ------------------------------------------------------------------------ | -------------------------------------------------------------------------------------- |
| 4 marca 1993                        | Bieg indywidualny (15 km)           | Anfisa Riezcowa                                                             | Nathalie Santer                                                          | Myriam Bédard                                                                          |
| 6 marca 1993                        | Sprint (7,5 km)                     | Anfisa Riezcowa                                                             | Swietłana Paramygina                                                     | Antje Misersky                                                                         |
| 7 marca 1993                        | Sztafeta (4 × 7,5 km)               | Francja Corinne Niogret · Véronique Claudel · Delphyne Burlet · Anne Briand | Rosja Olga Simuszyna · Jelena Biełowa · Tamara Wołkowa · Anfisa Riezcowa | Norwegia Signe Trosten · Annette Sikveland · Gunn Margit Andreassen · Hildegunn Fossen |

| 6. Östersund, 11.3.1993 – 14.3.1993 | 6. Östersund, 11.3.1993 – 14.3.1993 | 6. Östersund, 11.3.1993 – 14.3.1993                                              | 6. Östersund, 11.3.1993 – 14.3.1993                                         | 6. Östersund, 11.3.1993 – 14.3.1993                             |
| Data                                | Konkurencja                         | miejsce                                                                          | miejsce                                                                     | miejsce                                                         |
| ----------------------------------- | ----------------------------------- | -------------------------------------------------------------------------------- | --------------------------------------------------------------------------- | --------------------------------------------------------------- |
| 11 marca 1993                       | Bieg indywidualny (15 km)           | Martina Jašicová                                                                 | Nathalie Santer                                                             | Iwa Szkodrewa                                                   |
| 13 marca 1993                       | Sprint (7,5 km)                     | Anfisa Riezcowa                                                                  | Myriam Bédard                                                               | Nathalie Santer                                                 |
| 14 marca 1993                       | Sztafeta (4 × 7,5 km)               | Norwegia Elin Kristiansen · Annette Sikveland · Signe Trosten · Hildegunn Fossen | Francja Delphyne Burlet · Véronique Claudel · Anne Briand · Corinne Niogret | Czechy Irena Česneková · Jiřina Adamičková · Iveta Knížková · ? |

| 7. Kontiolahti, 18.3.1993 – 21.3.1993 | 7. Kontiolahti, 18.3.1993 – 21.3.1993 | 7. Kontiolahti, 18.3.1993 – 21.3.1993                                            | 7. Kontiolahti, 18.3.1993 – 21.3.1993                                       | 7. Kontiolahti, 18.3.1993 – 21.3.1993                                  |
| Data                                  | Konkurencja                           | miejsce                                                                          | miejsce                                                                     | miejsce                                                                |
| ------------------------------------- | ------------------------------------- | -------------------------------------------------------------------------------- | --------------------------------------------------------------------------- | ---------------------------------------------------------------------- |
| 18 marca 1993                         | Bieg indywidualny (15 km)             | Antje Misersky                                                                   | Anfisa Riezcowa                                                             | Véronique Claudel                                                      |
| 20 marca 1993                         | Sprint (7,5 km)                       | Anfisa Riezcowa                                                                  | Jelena Biełowa                                                              | Delphyne Burlet                                                        |
| 21 marca 1993                         | Sztafeta (4 × 7,5 km)                 | Norwegia Elin Kristiansen · Annette Sikveland · Signe Trosten · Hildegunn Fossen | Rosja Olga Simuszyna · Jelena Biełowa · Nadieżda Tałanowa · Anfisa Riezcowa | Czechy Jana Kulhavá · Jiřina Adamičková · Irena Česneková · Eva Háková |

### Klasyfikacje
| Miejsce | Zawodniczka       | Punkty |
| ------- | ----------------- | ------ |
| 1.      | Anfisa Riezcowa   | 225    |
| 2.      | Myriam Bédard     | 183    |
| 3.      | Anne Briand       | 163    |
| 4.      | Nathalie Santer   | 160    |
| 5.      | Petra Schaaf      | 149    |
| 6.      | Delphyne Burlet   | 146    |
| 7.      | Corinne Niogret   | 144    |
| 8.      | Martina Jašicová  | 139    |
| 9.      | Antje Misersky    | 133    |
| 10.     | Véronique Claudel | 120    |

| Miejsce | Zawodniczka          | Punkty |
| ------- | -------------------- | ------ |
| 11.     | Eva Háková           | 117    |
| 12.     | Jiřina Adamičková    | 103    |
| 13.     | Swietłana Paramygina | 99     |
| 14.     | Nadija Biełowa       | 93     |
| 15.     | Mari Lampinen        | 91     |
| 16.     | Uschi Disl           | 89     |
| 17.     | Irena Česneková      | 84     |
| 18.     | Hildegunn Fossen     | 69     |
| 19.     | Åse Idland           | 69     |
| 20.     | Annette Sikveland    | 68     |

| Miejsce | Zawodniczka       | Punkty |
| ------- | ----------------- | ------ |
| 1.      | Anfisa Riezcowa   | 105    |
| 2.      | Nathalie Santer   | 97     |
| 3.      | Myriam Bédard     | 93     |
| 4.      | Corinne Niogret   | 88     |
| 5.      | Anne Briand       | 79     |
| 6.      | Petra Schaaf      | 79     |
| 7.      | Martina Jašicová  | 73     |
| 8.      | Véronique Claudel | 68     |
| 9.      | Delphyne Burlet   | 64     |
| 10.     | Jiřina Adamičková | 63     |

| Miejsce | Zawodniczka          | Punkty |
| ------- | -------------------- | ------ |
| 1.      | Anfisa Riezcowa      | 120    |
| 2.      | Myriam Bédard        | 90     |
| 3.      | Anne Briand          | 84     |
| 4.      | Delphyne Burlet      | 82     |
| 5.      | Antje Misersky       | 81     |
| 6.      | Swietłana Paramygina | 73     |
| 7.      | Petra Schaaf         | 70     |
| 8.      | Martina Jašicová     | 66     |
| 9.      | Nathalie Santer      | 63     |
| 10.     | Eva Háková           | 60     |

| Miejsce | Reprezentacja | Punkty |
| ------- | ------------- | ------ |
| 1.      | Francja       | ?      |
| 2.      | Niemcy        | ?      |
| 3.      | Czechy        | ?      |
| 4.      |               |        |
| 5.      |               |        |
| 6.      |               |        |
| 7.      |               |        |
| 8.      |               |        |
| 9.      |               |        |
| 10.     |               |        |